# فيكتور هوندت
فيكتور هوندت (20 نوفمبر 1841 - 30 مايو 1901)، هو رياضياتي بلجيكي ومحامي وخبير قانوني، ابتكر طريقة هوندت التي تُستخدم في النظم الانتخابية في تخصيص المقاعد المرشحين لقوائم الأحزاب في انتخابات التمثيل النسبي؛ وذلك بعد أن وصفها عام 1878 حيث تم استخدام هذا الأسلوب في الكثير من البلدان مثل بلجيكا، الأرجنتين، كرواتيا، بولندا، باراغواي، كولومبيا، تشيلي، إسبانيا.